# تهاني عطية
تهاني عبد الله عطية (21 نوفمبر 1969 -) أكاديمية وسياسية سودانية، تشغل منصب وزير الاتصالات وتكنولوجيا المعلومات منذ 6 يونيو 2015 .
 كما شغلت سابقاً منصب وزير العلوم والاتصالات من عام 2012 إلى عام 2015. وهي أخصائية اتصالات، عملت في جامعة الخرطوم قبل دخولها الحكومة، ونشرت عدة أبحاث في هذا المجال.